# Marlon Perlaza
Marlon Perlaza (* Esmeraldas, Provincia de Esmeraldas, Ecuador, 22 de abril de 1991. Es un futbolista ecuatoriano que juega de defensa central en el Técnico Universitario de la Serie B de Ecuador.

## Asesinato de Freddy Castillo
Marlon era amigo personal de Freddy Castillo futbolista asesinado en Manta el 11 de agosto de 2013, Marlon presenció el asesinato cuando estaba en un bar junto a Castillo, después de estos hechos fue arrestado para investigaciones, finalmente salió el mismo día y días después abandonó el club que defendía en ese entonces el Delfín de Manta.

## Clubes
| Club                  | País    | Año           |
| --------------------- | ------- | ------------- |
| Grecia                | Ecuador | 2009          |
| Deportivo Colón       | Ecuador | 2010          |
| Deportivo Azogues     | Ecuador | 2010-2012     |
| Delfín SC             | Ecuador | 2013          |
| Espoli                | Ecuador | 2014          |
| Técnico Universitario | Ecuador | 2015-presente |